# Claire Nouvian
Claire Nouvian (nascuda el 19 de març de 1974) és una activista mediambiental francesa, periodista, productora de televisió, directora de cinema i líder organitzativa .
Claire Nouvian va néixer a Bordeus. Després d'una carrera en periodisme, es va dedicar a la defensa de la protecció de l'oceà i la vida marina. Va ser guardonada amb el Trophée des femmes en or [fr] el 2012. Va rebre el Premi Mediambiental Goldman el 2018, la segona persona francesa a rebre aquest premi (després de la biòloga Christine Jean el 1992).